# Lonka (Máramaros vármegye)
Lonka egykori nagyközség Máramaros vármegye Tiszavölgyi járásához tartozott A Tisza két partján terült el. A trianoni békeszerződés osztotta ketté.

## Története
Első ismert okleveles előfordulása 1439-ből származik Lonka néven. 1556-tól az Erdélyi Fejedelemséghez tartozik, 1570-től már a Partiumhoz. A község megszüntetése előtti időszakban a birtokosa az állam. 
A békeszerződés az új csehszlovák-román határt a térségben a Tisza folyó mentén húzta meg, ez véget vetett a község addigi fennállásának. A település jobb parti, északi része Kárpátalja részeként ugyanúgy Lonka néven alakult új községgé,  mint a déli rész, a Romániához került Tiszalonka. A vidék az első és a második bécsi döntés következtében a Párizsi békeszerződésekig újra a Magyar Királyság fennhatósága alá tartozott, de a kettészakított községet akkor már nem egyesítették újra.

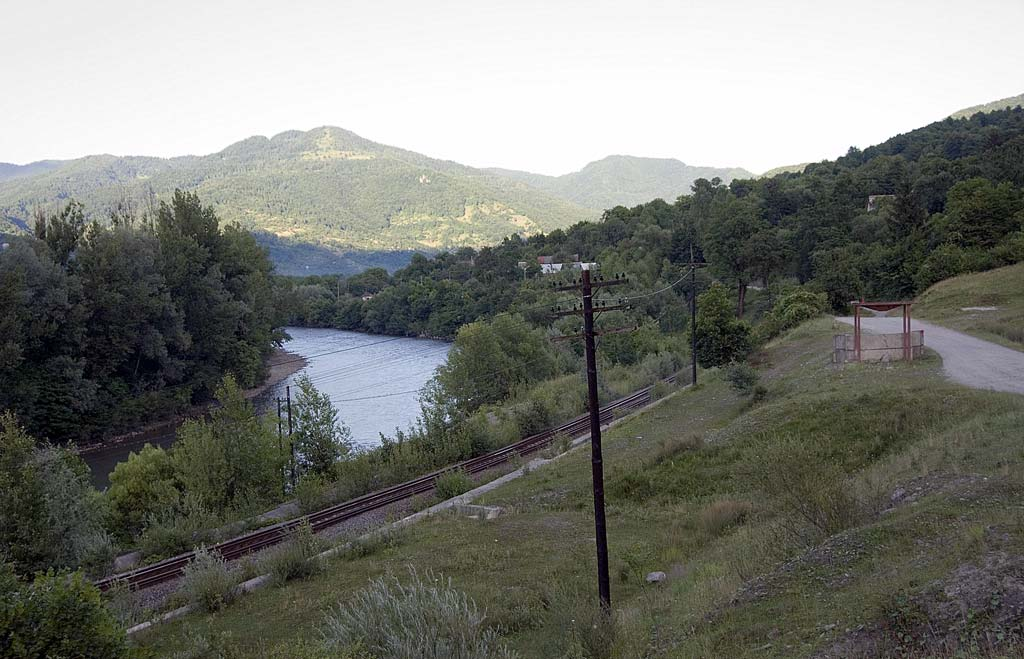
A Tisza Lonkánál
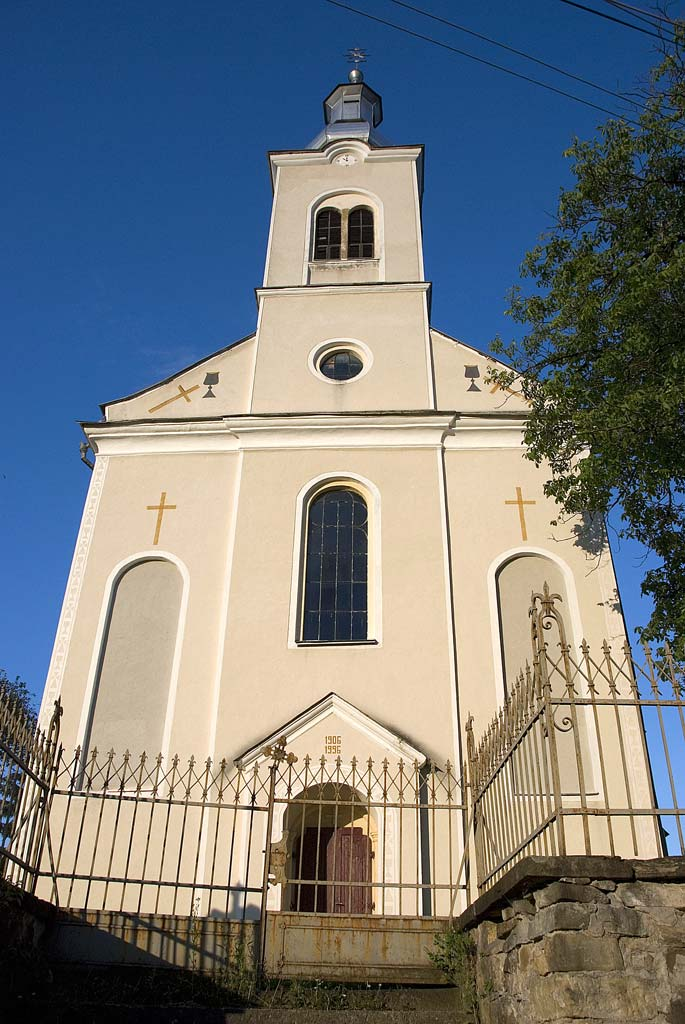
A templom

## Itt született
- Balogh János (1913-2005.) biológus, ornitológus, tanár, a Magyar és az Osztrák Tudományos Akadémia tagja.[1]